# 435 Елла
435 Елла (435 Ella) — астероїд головного поясу, відкритий 11 вересня 1898 року у Гейдельберзі.